# 克瑟耶
克瑟耶（法語：Xeuilley，法語發音：[ɡzœjɛ]）是法国默尔特-摩泽尔省的一个市镇，位于该省南部，属于南锡区。

## 地理
克瑟耶（48°33'59"N, 6°5'55"E）面积7.37 平方千米，位于法国大東部大區默尔特-摩泽尔省，该省份为法国东北部内陆省份，是洛林的一部分，北邻比利时、卢森堡，北起顺时针与摩泽尔省、下莱茵省、孚日省和默兹省接壤。
与克瑟耶接壤的市镇（或旧市镇、城区）包括：马东河畔班维尔、弗罗卢瓦、乌代尔蒙、迈济耶尔、皮埃尔维尔、泰洛。
克瑟耶的时区为UTC+01:00、UTC+02:00（夏令时）。

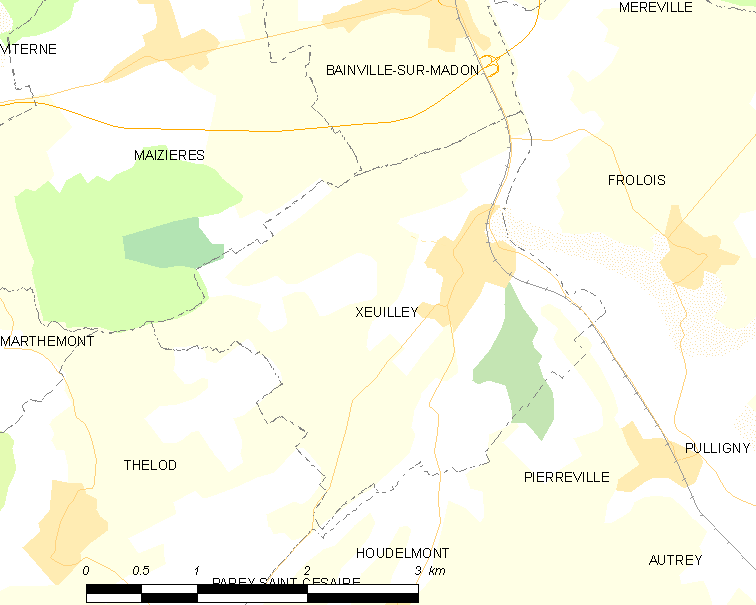
克瑟耶的OSM定位图

## 行政
克瑟耶的邮政编码为54990，INSEE市镇编码为54596。

## 政治
克瑟耶所属的省级选区为梅讷欧桑图瓦县。

## 人口

1962-2008年间克瑟耶人口变化图示

克瑟耶于2022年1月1日时的人口数量为962人。